# Захари Иванов
Захари Иванов е български поет. Автор е на 13 стихосбирки, превел е повече от 25 книги от украински, руски, белоруски, сръбски и английски. Неговите стихове са преведени на английски, немски, руски, украински, сръбски, италиански и други езици.
Захари Иванов е живял в Украйна, Австрия, САЩ, Гърция.
Председател и на Асоциацията на Софийските Писатели и на Асоциацията на писатели от югоизточна Европа - SEE Writers. Издава списание "Световете".

## Биография
Роден е в с. Батановци (Пернишко) на 9 май 1946 г. Гимназия учи на село. Завършва висше образование в Киев.
Бил е редактор, наблюдател и програмен ръководител в Българската национална телевизия. 
Няколко години е отговорен секретар на Националния клуб на младата художествено-творческа интелигенция – младежка творческа организация при социализма. Тогава влиза в полезрението на „Държавна сигурност“. През 1984 г. е арестуван и остава зад решетките почти година. 55 български интелектуалци се застъпват за него, а шестима писатели пишат писмо до Тодор Живков и той е освободен.
През 1989 г. започва издаването на „Гама“ – списание за музика, литература и реклама. Това е последното българско издание, забранено официално от държавата.
След 1990 г. до началото на века живее последователно в Германия, САЩ, Гърция и дълги години в Австрия. Дружи със знакови фигури на ХХ и ХХI век: Арт Гарфънкъл от САЩ, Кармело Гонсалес от Куба, Евгений Евтушенко от Русия, Иван Драч и Виталий Коротич от Украйна, Пако Тайбо от Мексико, Ханс Ерни от Швейцария. 
Автор е на 13 поетични книги на български език - 5 от които преведени на чужди езици. Негови книги са издадени на испански, португалски, руски, сръбски, украински, италиански.
Много песни са написани и пишат по негови стихове български композитори. Сред певците, които го изпълняват, са Коцето Калки, Стоян Михалев, Михаил Белчев, Бисер Киров, както и група „Атлас“.
Критика и рецензии на поезията на Зхари Иванов са писали проф. Чавдар Добрев, Анжела Димчева, Иван Гранитски, Атанас Свиленов, Наташа Манолова, Христо Стефанов, Петър Андасаров и др.
Съосновател и председател на Асоциацията на софийските писатели – първата писателска творческа организация в историята на София.

## Награди
Носител е на сръбската награда „Цвят на радостта“ за цялостна творческа дейност, 2014 г.
За книгата „Окото на ключалката“ получава наградата на София за ярки постижения в областта на културата.
Литературна награда на фонда „Тарас Шевченко“ за оригинална поезия и преводи, 2017 г.
Носител е на македонската международна награда "Ключовете на Преспа", връчена му през 2019 г. 
От януари 2025 г. той е академик на Европейската академия "Балканика Еуропеана".

### Стихосбирки:
"Горещи сенки", 1971
"Спомен за мълчанието", 1974
"Ускорени часове", 1977
"Разговор с моята присъда", 1980
"Азбука на чувствата", 1988
"Карай бакшиш", 1992
"Изчезнал остров", 2010
"Окото на ключалката", 2013
"Оттук нататък", 2019
"Аз съм кучето", 2025 (предстои)

### Публицистика:
"Устремена в бъдещето", 1976 (в съавторство)
"Кубински премиери", 1979 (в съавторство)
"Автобиография", 2019

### Преводи от Захари Иванов:
Иван Драч - "Голямата Сълза", 2011 
Борис Олийник - "Твоите Очи", 2011
Микола Винграновски - "Скитска Припивна", 2011
Петро Засенко - "Обикновено", 2011
Юрий Кузнецов - "Завръщане", 2018
Маруся Чурай - "На раздяла я прегърна", 2019
Павло Тичина - "Заудря Приклад по вратите", 2019
Дмитро Павличко - "Никола Вапцаров", 2020
и други.

### Преводи на книги на Захари Иванов в чужбина:
"Закоханi очи", 1969 (Украйна)
"Гарячi Тiнi", 1971 (Украйна)
"Азбука поччутiв", 1992 (Украйна)
"Око ключалице", 2014 (Сърбия)
"Жереб", 2017 (Украйна)
"Dal buco dell serratura", 2018 (Италия)

### Критика за Захави Иванов:
"Отвъд сянката на болката" - автор: Анжела Димчева, април 2012 г. 
Публикувана в "Литературен свят".
"Дневник на прозирната самотност" - автор: Анжела Димчева, февруари 2014 г. 
Публикувана в "Литературен свят".
"Да рисуваш красотата в пепелта" - автор: Анжела Димчева, март 2019 г. 
Публикувана в "Литературен свят".